# Pseudogaurax floridensis
Pseudogaurax floridensis är en tvåvingeart som beskrevs av Curtis W. Sabrosky 1950. Pseudogaurax floridensis ingår i släktet Pseudogaurax och familjen fritflugor.
Artens utbredningsområde är Jamaica. Inga underarter finns listade i Catalogue of Life.